# Audrey Bitoni
Audrey Bitoni (* 16. srpna 1986 Pasadena, Kalifornie, USA) je americká pornografická herečka italského původu.

## Životopis
V současnosti (2017) žije v Los Angeles a živí se natáčením pornografických filmů. Je držitelkou řady ocenění; v roce 2008 se objevila na hlavní straně erotického časopisu Penthouse.